# Emoia jakati
Emoia jakati este o specie de șopârle din genul Emoia, familia Scincidae, descrisă de Felix Kopstein în anul 1926. Conform Catalogue of Life specia Emoia jakati nu are subspecii cunoscute.